# Цвецинский, Адам Игнатьевич
Адам Игнатьевич Цвецинский (Адам Тит) (4 января 1826—30 июня 1881) — русский генерал-адъютант, генерал-лейтенант, герой русско-турецкой войны 1877—1878 годов.

## Биография
Адам Цвецинский родился, 4 января 1826 года, в имении отца Мосаре (Мосаржах), Витебской губернии. Цвецинский происходил из старинного белорусского шляхетского рода; предки его уже в начале XVII века владели имением Цвецин (Тветин), в Полоцком воеводстве. Адам получив воспитание в Новгородском графа Аракчеева кадетском корпусе и в Дворянском полку, Цвецинский был, в 1846 году, выпущен с чином прапорщик в Лейб-гвардии Волынский полк и прикомандирован к Главному инженерному училищу для слушания лекций в офицерских классах этого училища, где и окончил курс в 1848 году; в конце этого года Цвецинский, в чине подпоручика, был назначен репетитором математических наук в Павловском кадетском корпусе, а в 1850 году переведён в Лейб-гвардии Московский полк, но оставался в должности репетитора до 1854 года. В 1856 году при сформировании Лейб-гвардии 2-го стрелкового батальона Цвецинский переведён в оный и командовал им в течение 14 месяцев (1858—1859), а в январе 1860 года назначен командиром 5-го стрелкового батальона, во главе которого участвовал, уже в чине полковника, во многих делах против польских мятежников и награждён за отличия орденами Святой Анны 2-й степени с мечами и Святого Владимира 4-й степени с мечами.
В 1864 году Цвецинский назначен был командиром 20-го пехотного Галицкого полка, а в 1871 году произведён в генерал-майоры с назначением командиром 4-й стрелковой бригады, которую поставил на блестящую высоту и которая приобрела громкую известность в русско-турецкую войну 1877—1878 гг., покрыла себя славою и получила название «железной бригады».
15 июня 1877 года Цвецинский с бригадою, находясь в авангарде, переправился через Дунай у Зимницы, участвовал в бою у Систова, а с 20 июня находился в отряде генерал-адъютанта Гурко, с которым совершил первый забалканский поход, где в течение 18 дней участвовал в семи сражениях (Ханкиой, Конари, Уфлани, Казанлы, занятие Шипкинского перевала, Ени-Загра и Джуранлы); в особенности отличился Цвецинский в сражении под Уфлани, за которое 11 августа 1877 года получил орден Святого Георгия 4-й степени
За особенное мужество и распорядительность, оказанные в упорном сражении с Турками при селении Уфлани, в 1877 году
Затем Цвецинский в отряде Ф. Ф. Радецкого участвовал в защите Шипкинского перевала, в критическую для Шипкинского гарнизона минуту подоспел ему на помощь и в значительной мере способствовал сохранению за нами этого важного стратегического пункта, сражаясь на котором в течение трёх дней (с 11 по 14 августа) 4-я бригада понесла значительные потери, а сам Цвецинский лично непрестанно оставался под сильнейшим неприятельским огнём; за оборону Шипки он, 10 сентября 1877 года, получил чин генерал-лейтенанта, а 14 декабря назначен начальником 2-й гренадерской дивизии, с которой совершил зимний переход через Балканы и дошёл с нею до Гелиболу.
Весной 1878 года А. И. Цвецинский вынужден был, по болезни, оставить действующую армию, а 17 июня того же года назначен начальником 36-й пехотной дивизии, но командовал ею лишь 10 месяцев, так как был назначен начальником 1-й гренадерской дивизии.
20 ноября 1879 года Адам Игнатьевич был назначен генерал-адъютантом, а 14 декабря получил Орден Белого Орла. В 1878—1881 гг. Цвецинский участвовал в комиссиях по пересмотру и составлению правил об обучении стрельбе и гимнастике. 24 февраля 1881 года Цвецинский, вследствие постигшей его тяжкой болезни был отчислен от должности начальника дивизии и уехал в город Ниццу, где 30 июня и скончался. Генерал Цвецинский считался в своё время одним из лучших знатоков стрелкового дела.